# Bahira
Bahira (język arabski: بحيرى, język syriacki: ܒܚܝܪܐ, na Zachodzie znany jako Mnich Sergiusz, ponieważ bywa utożsamiany ze świętym Sergiuszem) – syryjski lub arabski mnich wyznania mandajskiego, nestoriańskiego albo ariańskiego, który zgodnie z muzułmańską tradycją przepowiedział przyszłość dorastającego Mahometa jako proroka. Jego imię wywodzi się od syriackiego bḥīrā, co znaczy "sprawdzony i zatwierdzony (przez Boga)".

## Tradycja islamska

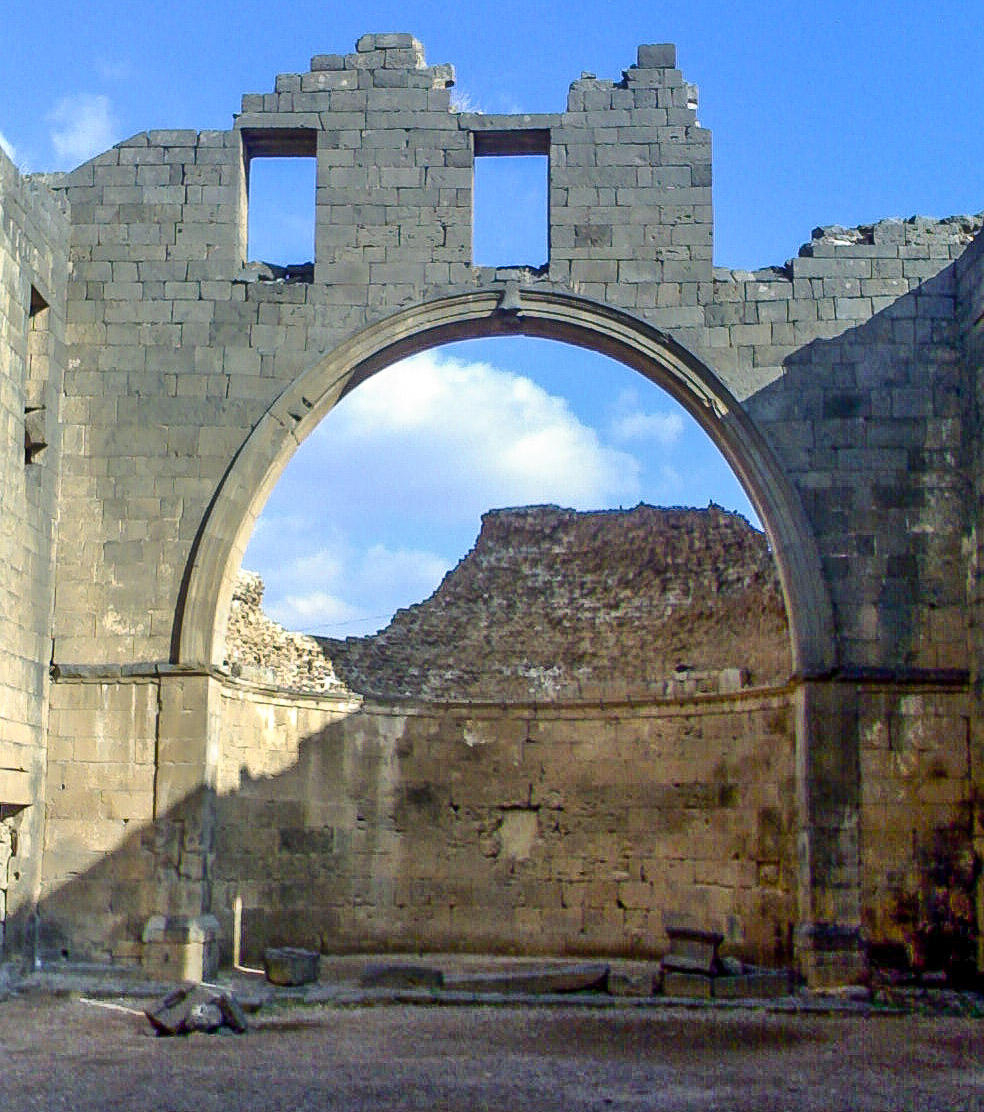
Kościół Bahiry w mieście Bosra w Syrii.

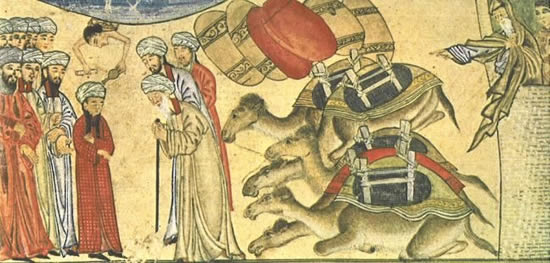
Mahomet spotyka syryjskiego mnicha Bahirę. Ilustracja pochodzi z Dżame at-Tawarich Raszidoddina

Historię spotkania młodego Mahometa z Bahirą można znaleźć w pracach wczesnych muzułmańskich historyków; Ibn Hiszama, Ibn Sada oraz At-Tabariego. Ich wersje różnią się w niektórych szczegółach. Kiedy Mahomet miał dziewięć, lub dwanaście lat, poznał Bahirę w mieście Bosra w Syrii w czasie podróży karawany mekkańskiej, kiedy towarzyszył swojemu wujowi Abu Talibowi ibn Abd al-Muttalibowi. Gdy karawana przechodziła obok celi mnicha, zaprosił on kupców na ucztę. Goście przyjęli zaproszenie, pozostawiając chłopca do pilnowania wielbłąda, ale Bahira nalegał, aby wszyscy członkowie karawany przyszli do niego w odwiedziny. W ten sposób mały Mahomet znalazł się u Bahiry. Następnie miało dojść do cudownego zdarzenia pokazującego mnichowi, że Mahomet w przyszłości stanie się prorokiem. Chmury miały nagle ocienić Mahometa. Bahira ujawnił wujowi chłopca, Abu Talibowi swoją wizję dotyczącą przyszłości Mahometa, oraz ostrzegł wuja, by chronił siostrzeńca przed Żydami (według wersji Ibn Sada), bądź przed Cesarstwem Bizantyńskim (według At-Tabariego). Zarówno Ibn Sad, jak i At-Tabari odnotowali, że Bahira odnalazł zapowiedź o nadejściu Mahometa w ich zdaniem oryginalnych i prawowitych ewangeliach, które posiadał. Według tych muzułmańskich pisarzy, chrześcijanie zniekształcili ewangelie w częściach dotyczących rzekomych odniesień do Mahometa.